# Amerikanska tigerhägrar
Amerikanska tigerhägrar (Tigrisoma) är ett släkte med fåglar i familjen hägrar inom ordningen pelikanfåglar. Släktet omfattar tre arter som förekommer från sydöstra Mexiko till norra Argentina:
- Rödhalsad tigerhäger (T. lineatum)
- Mörk tigerhäger (T. fasciatum)
- Mexikansk tigerhäger (T. mexicanum)